# Bachalpsee
Bachalpsee o Bachsee és un llac situat a Suïssa (cantó de Berna), compta amb una superfície de 8,06 hectàrees i s'hi accedeix des de First mitjançant un telefèric. Aquest llac es troba a una altitud de 2.265 m, té una fondària màxima de 14,8 metres i està dividit per una presa natural, la part inferior del llac es troba a 6 metres per sota de la part superior. El drena el riu Milibach.

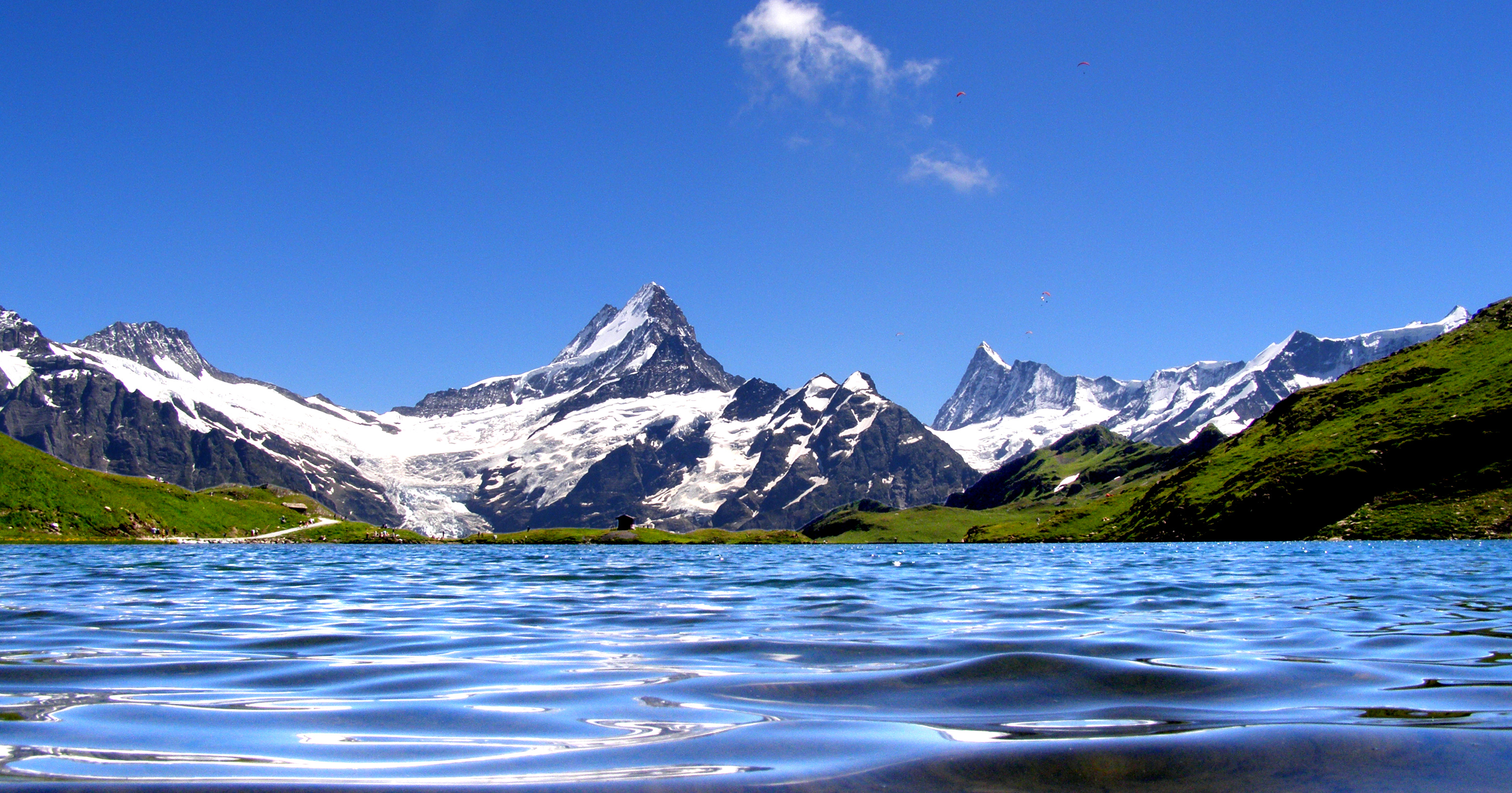
Bachalpsee i la muntanya Schreckhorn